# Limnophila poetica
Limnophila poetica is een tweevleugelige uit de familie Limoniidae. De soort komt voor in het Nearctisch gebied.